# جيري لان
جيري لان (بالإنجليزية: Jerry Lane)‏ هو لاعب كرة قاعدة أمريكي، ولد في 7 فبراير 1926 في Ashland, Chemung County, New York ‏ في الولايات المتحدة، وتوفي في 24 يوليو 1988 في تشاتانوغا في الولايات المتحدة.

## وصلات خارجية
- جيري لان على موقعبيزبول رفرنس.كوم (الدوري الرئيسي) (الإنجليزية)